# Brandon Lee (Pornodarsteller)
Brandon Lee (* 16. Mai 1979 in den Vereinigten Staaten; eigentlich Michael Hernandez) ist ein US-amerikanischer Pornofilmdarsteller, der in Schwulenpornos auftritt. Sein Pseudonym soll an Bruce Lees Sohn Brandon Lee erinnern. Er gilt als einer der ersten asiatischstämmigen schwulen Pornofilmstars und zählt auch zu den populärsten in diesem Industriezweig der Pornoindustrie.

## Leben
Michael Hernandez kam 1979 in den Vereinigten Staaten auf die Welt. Seine Vorfahren stammten aus den Philippinen. Mit 18 Jahren wurde er von Regisseur Chi Chi LaRue in einem Badehaus entdeckt. Sein Pornoname wurde Brandon Lee. Nachdem er zunächst für Catalina Video arbeitete, wo er vor allem in Filmen für den asiatischen Nischenmarkt mitspielte, gelang ihm 1998 der Durchbruch im schwulen Pornofilm. Er ist einer der wenigen asiatischen Pornofilmdarsteller, die als Tops arbeiten. Außerdem ist er der einzige asiatische Darsteller, der auf dem US-amerikanischen Pornomarkt ein Best-Of-Video erhalten hat. Er unterbrach seine Karriere eine kurze Zeit, in der er nach Florida zog. Dort arbeitete er in einem Hotel und als Angestellter bei General Motors. Zurück in Kalifornien meldete er sich freiwillig zur Navy, wo er drei Jahre lang diente. Anschließend kehrte er zurück in die Pornoindustrie. Neben seiner Arbeit als Darsteller komponiert er auch Filmmusik.
Die Filmwissenschaftlerin Linda Williams veröffentlichte 2004 das Werk Porn Studies, in dem Autor Nguyen Tan Hoang in seinem Aufsatz Brandon Lees Wirkung in der amerikanischen Pornoindustrie analysierte. Er sieht in ihm einen der wenigen asiatischen Stars, denen es gelungen ist, in einer Szene, in der asiatische Darsteller eher abgelehnt werden oder entweder als schwach, feminin oder als comic relief eingesetzt werden, das Stereotyp zu verlassen und einen eigenen Starkult um seine Person aufzubauen. Dabei vergleicht er Brandon Lees Aufstieg mit seinem Namensgeber sowie dessen Vater Bruce Lee. Brandon Lee fühlte sich von dem Artikel sehr geschmeichelt, stellte aber später einige Dinge richtig, die ihm missfielen, unter anderem dass seine Karriere von Hoang an einer Stelle selbst mit rassistischen Stereotypien erzählt wurde.
2015 wurde Brandon Lee mit einem Wall of Fame Award bei den Grabby Awards ausgezeichnet.